# 2021-es bagdadi robbantások
A 2021-es bagdadi robbantások 2021. január 21-én elkövetett terrorista támadások voltak, melyek során két öngyilkos merénylő robbantotta fel magát Irakban Bagdad egyik szabadtéri piacán. Legalább 32 embert megöltek, és további 110-et megsebesítettek. A fővárosban nem volt ilyen merénylet a 2019-es támadások óta.

## Előzmények
2017 vége óta, mikor az Iszlám Államot legyőzték, megritkultak a terrorista támadások Irakban. 2003 és 2017 között országszerte gyakoriak voltak a terrortámadások, melyek fő célpontjai Bagdad és az azt körülvevő városok voltak. Az utolsó nagyobb terrortámadásra, mely polgári lakosság ellen irányult, 2018. januárban volt példa ugyanott, ahol ez a robbantás történt. Akkor 35 ember halt meg.

## Támadás
Bagdadban a Tayaran téren tömve volt a ruhás piac a kora reggeli órákban, miután a piac majdnem egy éves zárva tartás után ismét kinyitott. A bezárásra a Covid19-pandémia miatt került sor. Egy támadó bement, majd azt kiáltotta: „Fáj a hasam!” Mikor az emberek közel mentek hozzá, megnyomta a detonátort, és ezzel felrobbantotta magát, és több más embert is megölt ezzel. A második támadó ekkor ütött rajta az első robbanás áldozatainak segíteni akaró embereken. A robbanásokban 32 ember meghalt, több mint 110 pedig megsebesült, többek állapota kritikussá vált.

## Felelősség
Az Amaq Hírügynökség szerint az Iszlám Állam gyilkosai állnak a háttérben. A pár órával a támadás után nyilvánosságra hozott vélemény szerint a támadás célpontja a síita muszlimok voltak. Ezt támasztotta alá az ISIL későbbi jelentése is,  mindkét támadásért vállalták a felelősséget.

## Következmények
A Kata'ib Hezbollah milícia szerint az Egyesült Államok, Izrael és Szaúd-Arábia a felelős a támadásokért,  és megesküdtek, hogy a „harcot” átteszik Szaúd-Arábiába.
2021. január 22-én rakéták és dróntámadások csapódtak be Szaúd-Arábia fővárosában, Rijádban. Az iraki „Az Igaz Ígéret Dandárja” milícia magára vállalta a támadást, és azt állították, a támadások az Iszlám Állam által Irakban elkövetett támadásra adott válaszok, mert Rijád támogatta a szervezetet. A szaúdi kormány a jemeni hútikat tette felelőssé, de ők tagadták, hogy ők indították volna a támadást. Január 28-án Abu Jasszer al-Isszavit, egy magas rangú ISIS-parancsnokot megöltek az iraki erők a dél-kirkuki al-Csáj völgyben.

## Nemzetközi reakciók
Bahrein, Kanada, Egyiptom, Franciaország, Irán, Kuvait, Jordánia, Libanon, Malajzia, Tunézia, Törökország, Szaúd-Arábia, az Egyesült Arab Emírségek, Katar, az Amerikai Egyesült Államok, Jemen, valamint a részlegesen elismert Palesztina is elítélte a támadásokat.
Az Öböl Menti Együttműködési Tanács elítélte a támadásokat, Nayef Al-Hajraf főtitkár pedig „szimpátiájáról és együttérzéséről biztosította az áldozatok családjait, és azt kívánta, hogy a sérültek mihamarabb épüljenek fel.” 